# Плавание на летних Олимпийских играх 2000 — эстафета 4×100 метров вольным стилем (женщины)
Соревнования по плаванию в эстафете 4×100 метров вольным стилем среди женщин на летних Олимпийских играх 2000 прошли 16 сентября.
Женская сборная США по плаванию на третьих Олимпийских играх подряд поднялась на верхнюю ступень пьедестала почёта. Этот успех позволил Дженни Томпсон стать шестикратной чемпионкой Олимпийских игр, Эми Ван Дайкен стала обладательницей пятой золотой медали, а Дара Торрес стала трёхкратной победительницей игр, причём все её победы были добыты в эстафете 4×100 метров, а первая датируется 1984 годом.

## Медалисты
| Золото                                                                              | Серебро                                                                               | Бронза |
| Эми Ван Дайкен Кортни Шили Дженни Томпсон Дара Торрес Эрин Феникс* Эшли Таппин* США | Манон ван Ройен Вильма ван Рейн Инге Де Брюин Тамар Хеннекен Шанталь Грот* Нидерланды | Юханна Шёберг Тереза Альсхаммар Луиза Йонке Анна-Карин Каммерлинг Йозефин Лиллхаге* Малин Сванстрём* Швеция |

*—участвовали только в предварительном заплыве

## Рекорды
До начала соревнований мировой и олимпийский рекорды были следующими:
| Мировой рекорд     | Сборная Китая Китай | 3.37,91 | Рим, Италия  | 7 сентября, 1994 |
| Олимпийский рекорд | Сборная США США     | 3.39,29 | Атланта, США | 22 июля, 1996    |

Во время соревнований в этой дисциплине были установлены олимпийские или мировые рекорды:
| Дата        | Заплыв | Спортсмен | Страна | Время   | Рекорд |
| ----------- | ------ | --------- | ------ | ------- | ------ |
| 16 сентября | финал  | сборная   | США    | 3.36,61 | OR, WR |

## Соревнования

### Предварительные заплывы

#### Заплыв 1
| Место | Спортсмен                                                               | Результат | Итоговое место |
| ----- | ----------------------------------------------------------------------- | --------- | -------------- |
| 0     | -1                                                                      | !а        | !a             |
| 1     | Элисон Шеппард, Росалина Бретт, Карен Пикеринг, Сюзан Рольф (GBR)       | 3.42,47   | 3              |
| 2     | Луиза Йонке, Йозефин Лиллхаге, Малин Сванстрём, Тереза Альсхаммар (SWE) | 3.43,77   | 6              |
| 3     | Марианн Лимперт, Шеннон Шейкспир, Джессика Дегло, Лора Никольс (CAN)    | 3.43,82   | 7              |
| 4     | Сесилия Вианини, Луиза Стриани, Сара Паризе, Кристина Кьюзо (ITA)       | 3.43,97   | 8              |
| 5     | Любовь Юдина, Марина Чепуркова, Екатерина Кибало, Инна Яицкая (RUS)     | 3.46,79   | 10             |
| 6     | Кармен Херя, Лорена Дьяконеску, Диана Мокану, Камелия Потек (ROU)       | 3.48,78   | 12             |
| 999   | ЯЯЯ                                                                     | ~z        | ~z             |

#### Заплыв 2
| Место | Спортсмен                                                                 | Результат | Итоговое место |
| ----- | ------------------------------------------------------------------------- | --------- | -------------- |
| 0     | -1                                                                        | !а        | !a             |
| 1     | Эшли Таппин, Эрин Феникс, Кортни Шили, Эми Ван Дайкен (USA)               | 3.40,88   | 1              |
| 2     | Манон ван Ройен, Шанталь Грот, Тамар Хеннекен, Манон ван Ройен (NED)      | 3.42,32   | 2              |
| 3     | Катрин Мейсснер, Бритта Штеффен, Даниэла Самульски, Керстин Килгасс (GER) | 3.43,22   | 4              |
| 4     | Элька Грехэм, Сара Райан, Мел Додд, Джиан Руни (AUS)                      | 3.43,56   | 5              |
| 5     | Хань Сюэ, Ли Цзинь, Сунь Дань, Ян Юй (CHN)                                | 3.46,62   | 9              |
| 6     | Нина ван Коекховен, Лисбет Дресен, Софи Гоффин, Тине Боссейт (BEL)        | 3.46,91   | 11             |
| 7     | Надя Бешевли, Валентина Трегуб, Алёна Лапунова, Ольга Мукомол (UKR)       | 3.49,11   | 13             |
| 999   | ЯЯЯ                                                                       | ~z        | ~z             |

### Финал
| Место | Спортсмен                                                                     | Результат    |
| ----- | ----------------------------------------------------------------------------- | ------------ |
| 0     | -1                                                                            | !а           |
| 1     | Эми Ван Дайкен, Дара Торрес, Кортни Шили, Дженни Томпсон (USA)                | 3.36,61 (WR) |
| 2     | Манон ван Ройен, Вильма ван Рейн, Тамар Хеннекен, Инге Де Брюин (NED)         | 3.39,83      |
| 3     | Луиза Йонке, Тереза Альсхаммар, Юханна Шёберг, Анна-Карин Каммерлинг (SWE)    | 3.40,30      |
| 4     | Антье Бушшульте, Катрин Майсснер, Франциска ван Альмсик, Сандра Фёлькер (GER) | 3.40,31      |
| 5     | Карен Пикеринг, Элисон Шеппард, Росалина Бретт, Сюзан Рольф (GBR)             | 3.40,54      |
| 6     | Сюзи О'Нейл, Сара Райан, Элька Грехэм, Джиан Руни (AUS)                       | 3.40,91      |
| 7     | Марианн Лимперт, Шеннон Шейкспир, Лора Никольс, Джессика Дегло (CAN)          | 3.42,92      |
| 8     | Сесилия Вианини, Луиза Стриани, Сара Паризе, Кристина Кьюзо (ITA)             | 3.44,49      |
| 999   | ЯЯЯ                                                                           | ~z           |